# Pescăruș de Pacific
Pescărușul de Pacific (Larus pacificus) este o specie de pasăre din familia Laridae. Este un pescăruș mare, cu spatele negru și aripile negre, cu cel mai mare cioc dintre toți membrii familiei sale.

## Taxonomie
Pescărușul de Pacific a fost descris pentru prima dată de ornitologul englez John Latham în 1801 pe baza unui desen al lui Thomas Watling, unde numele local fusese înregistrat ca Troo-gad-dill. Epitetul său specific se referă la Oceanul Pacific.
Sunt recunoscute două subspecii:
- Larus pacificus pacificus de pe coasta de sud-est și Tasmania
- Larus pacificus georgii din Australia de Sud și Australia de Vest.

## Hrană
Dieta pescărușilor constă în mai multe specii de pești și nevertebrate. Ei consumă frecvent crabi, cel mai adesea din speciile Ovalipes australiensis și Paragrapsus gaimardii. De asemenea, consumă frecvent Platycephalus bassensis și cefalopode. În plus, ele pot mânca insecte, ouă și alte păsări marine.

## Galerie

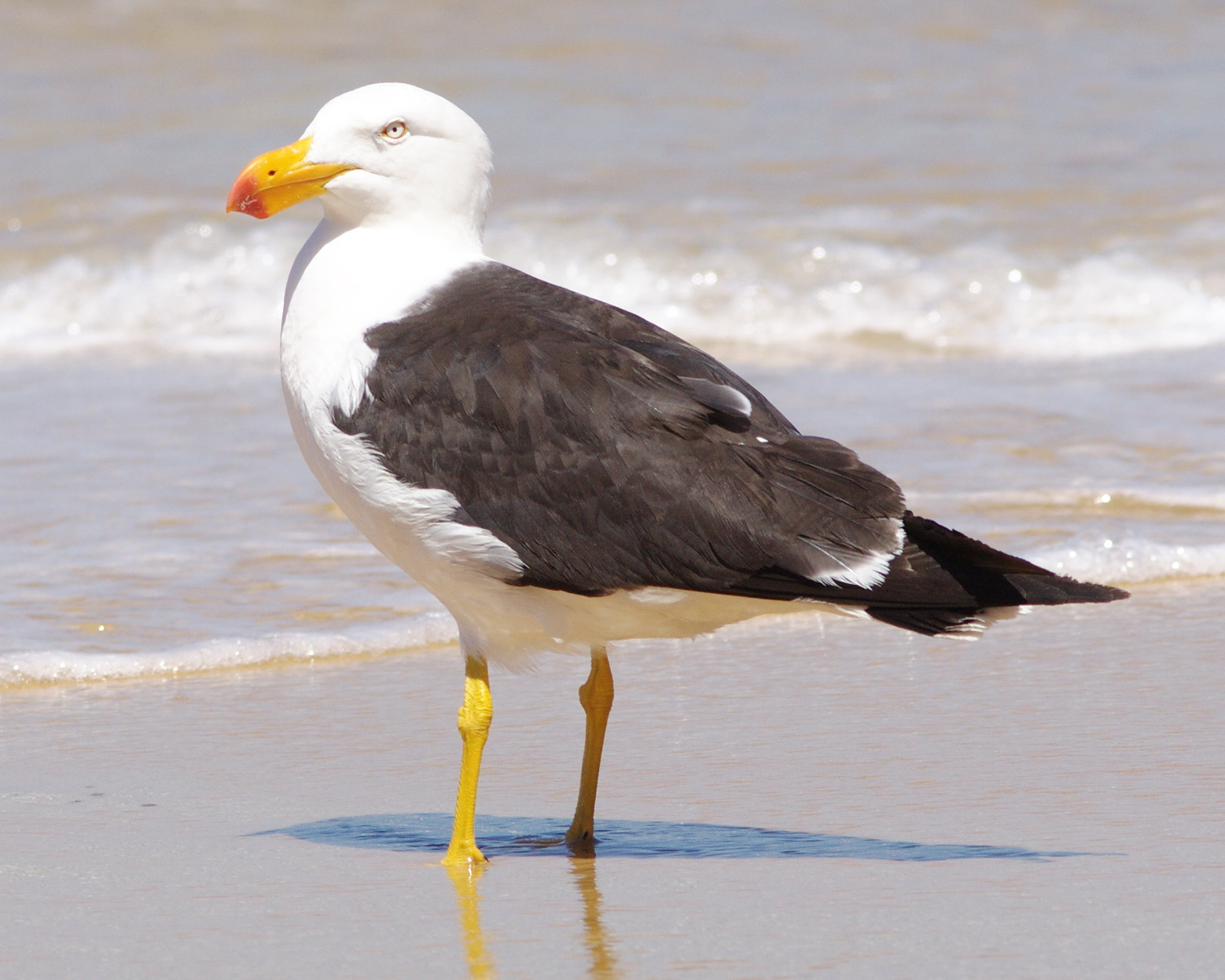
Adult
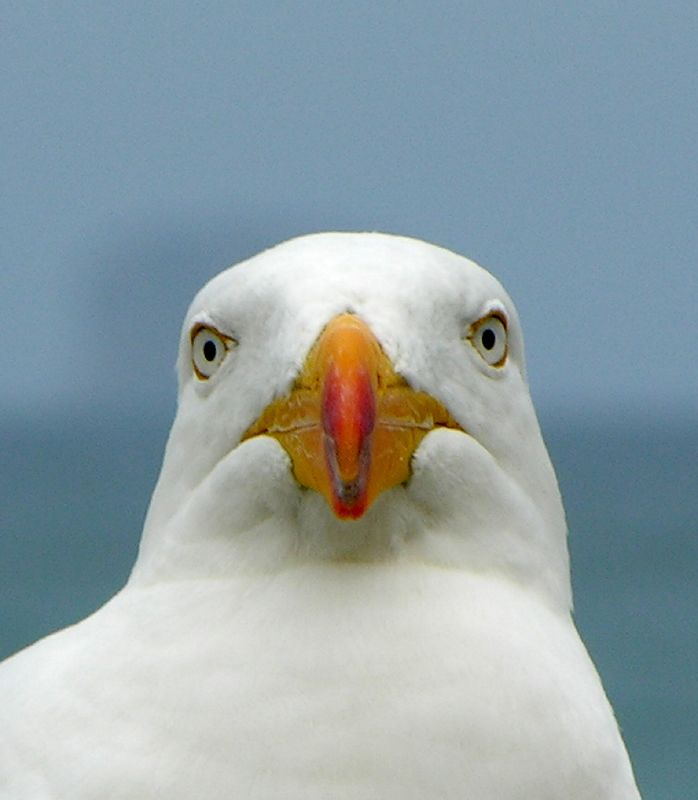
Adult
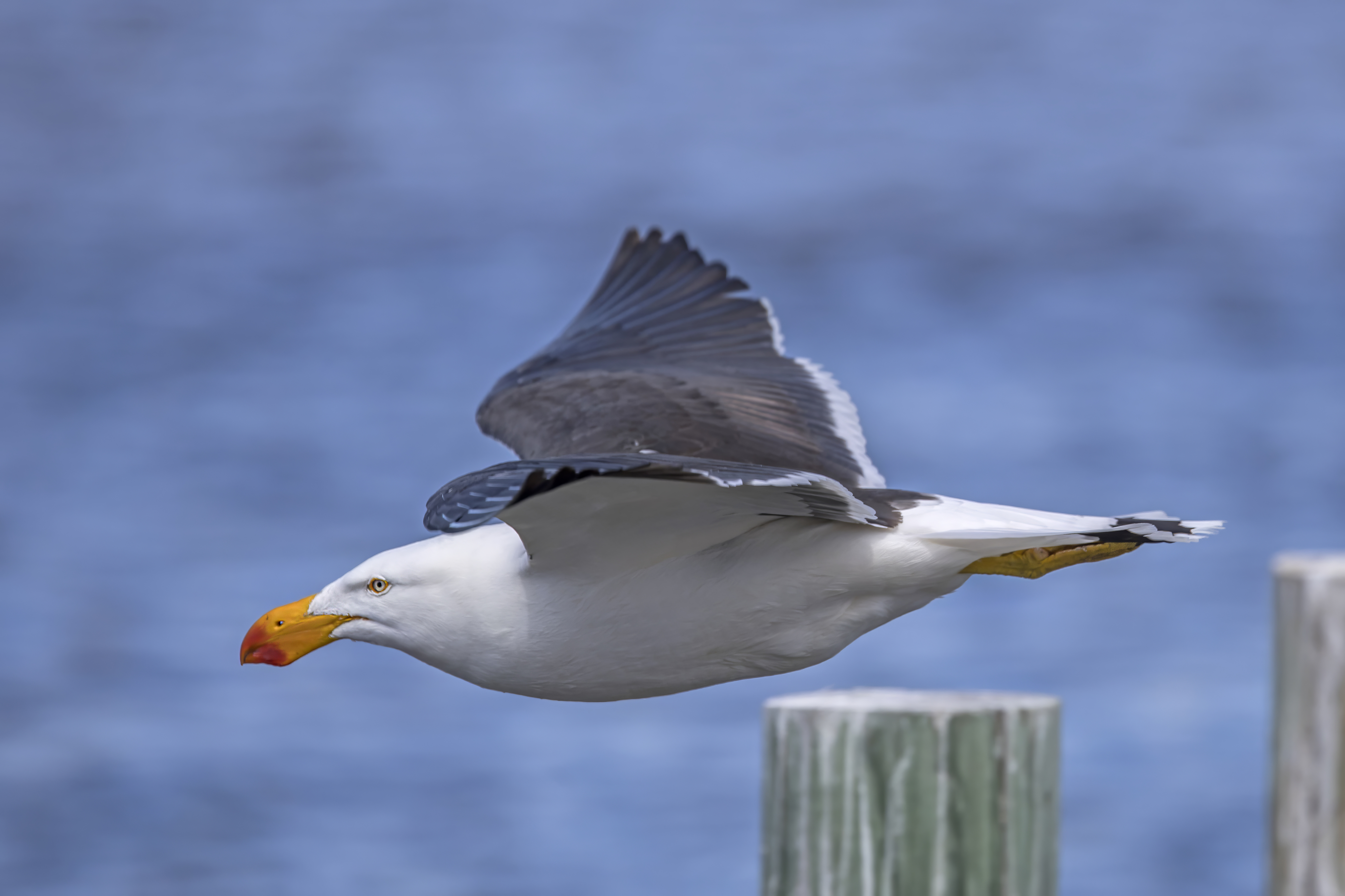
Adult
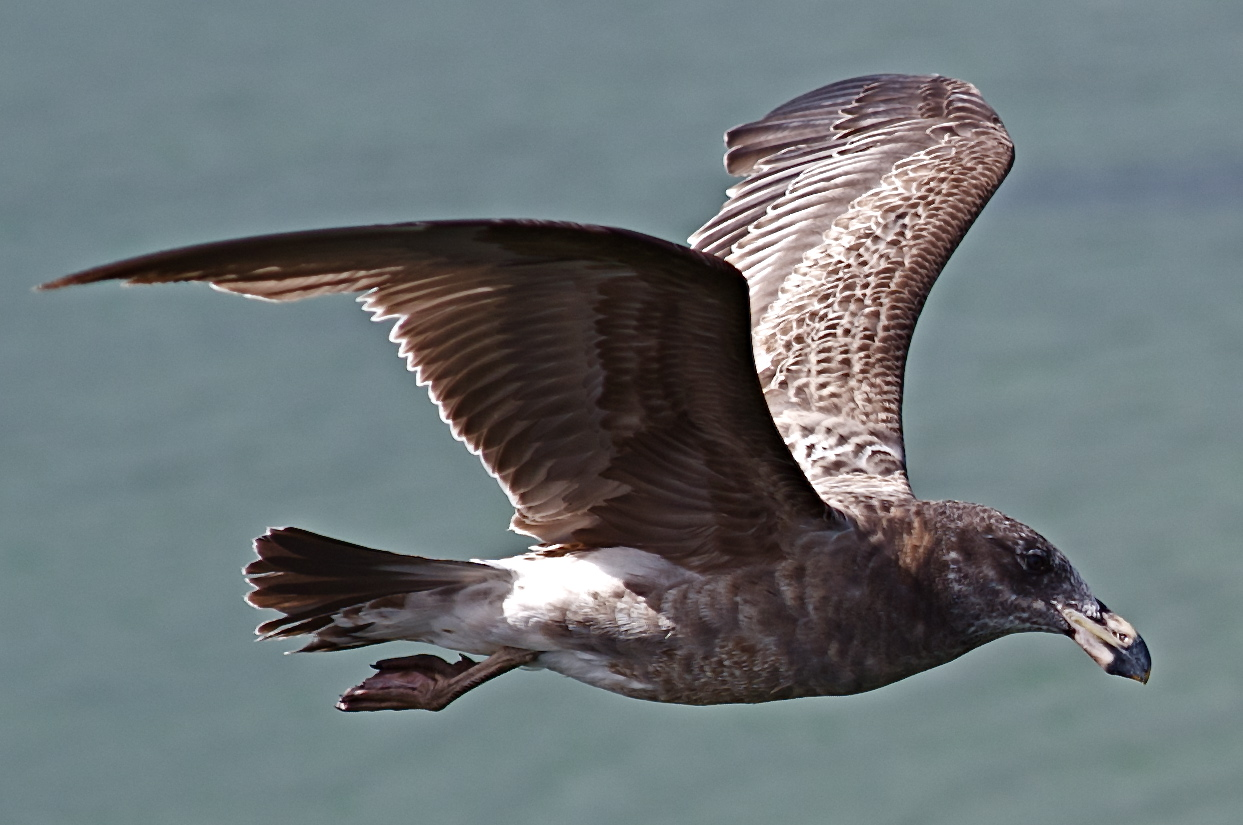
Juvenil